# الرجل الهادئ
الرجل الهاديء (بالإنجليزية: The Quiet Man)‏ هو فيلم رومانسي تم إنتاجه في الولايات المتحدة وصدر في سنة 1952. الفيلم من إخراج جون فورد.

## طاقم التمثيل
- جون وين
- فيكتور مكلاغلن

### ترشيحات وجوائز
| السنة | الحدث  | الفئة     | النتيجة |
| ----- | ------ | --------- | ------- |
|       | أوسكار | أفضل مخرج | فوز     |

## الميزانية والإيرادات
بلغت تكلفة إنتاج الفيلم حوالي 1,750,000 دولار بينما حقق أرباحا تقدر بـ 3.2 مليون دولار ().

## معرض صور

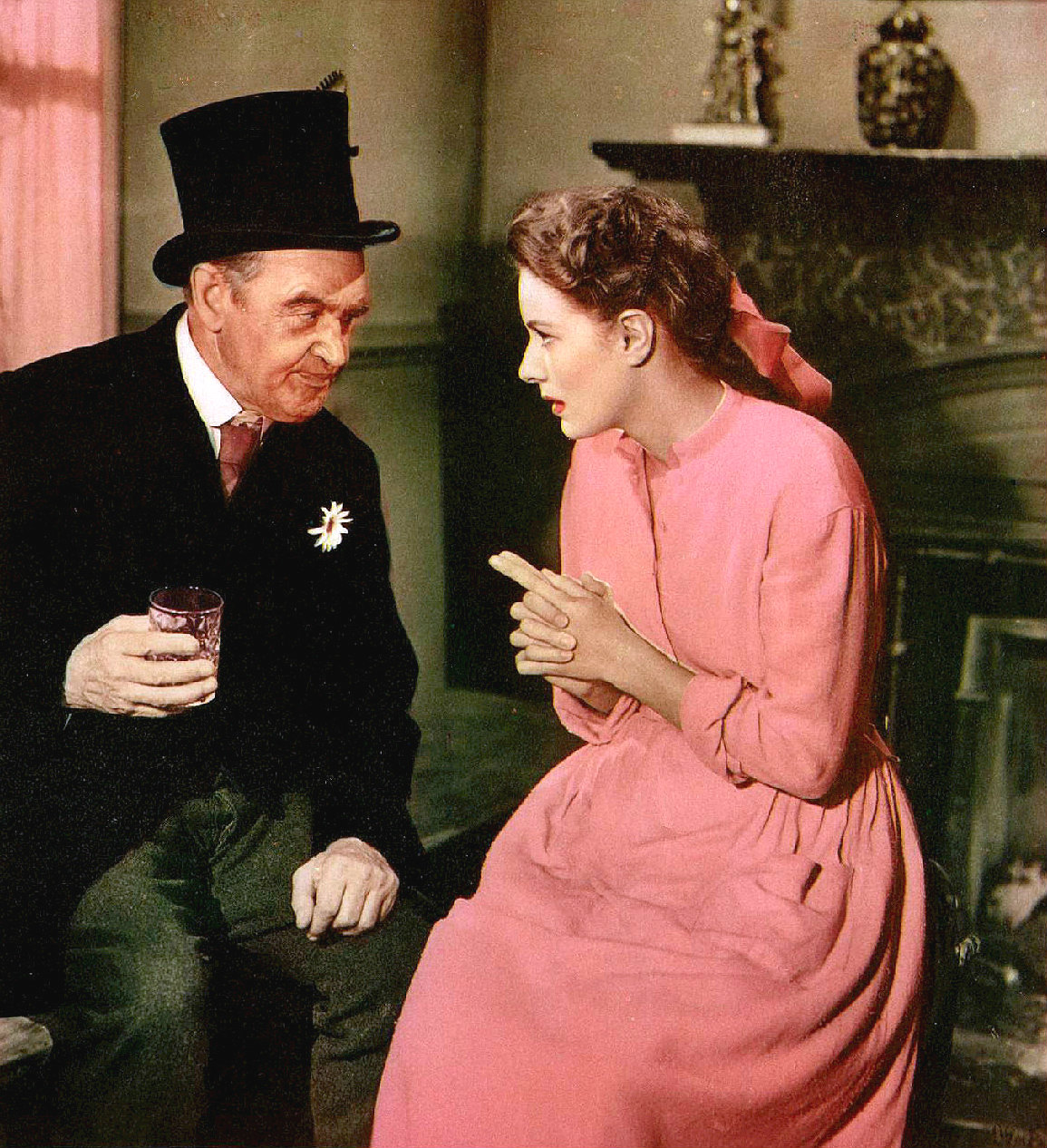
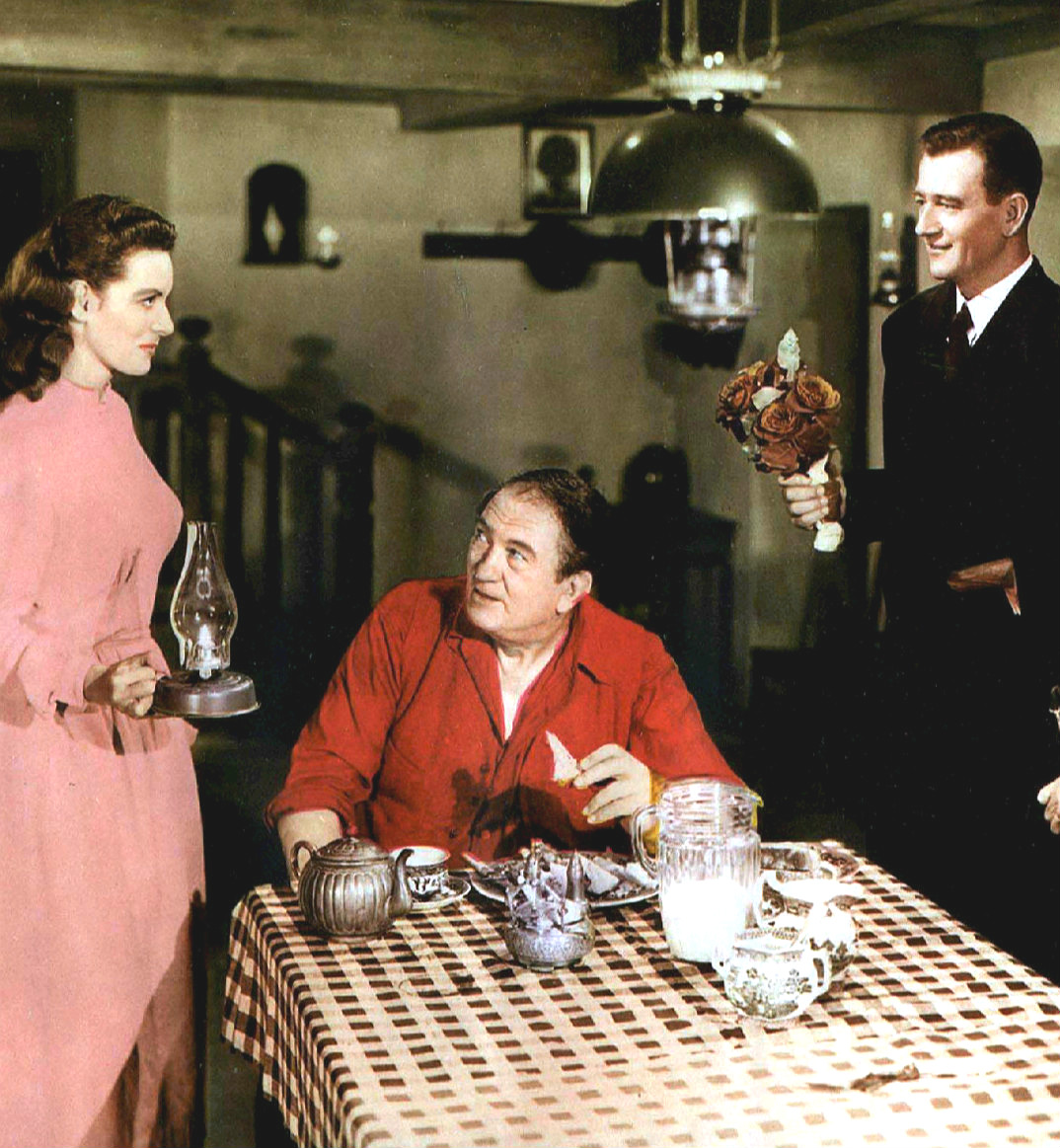
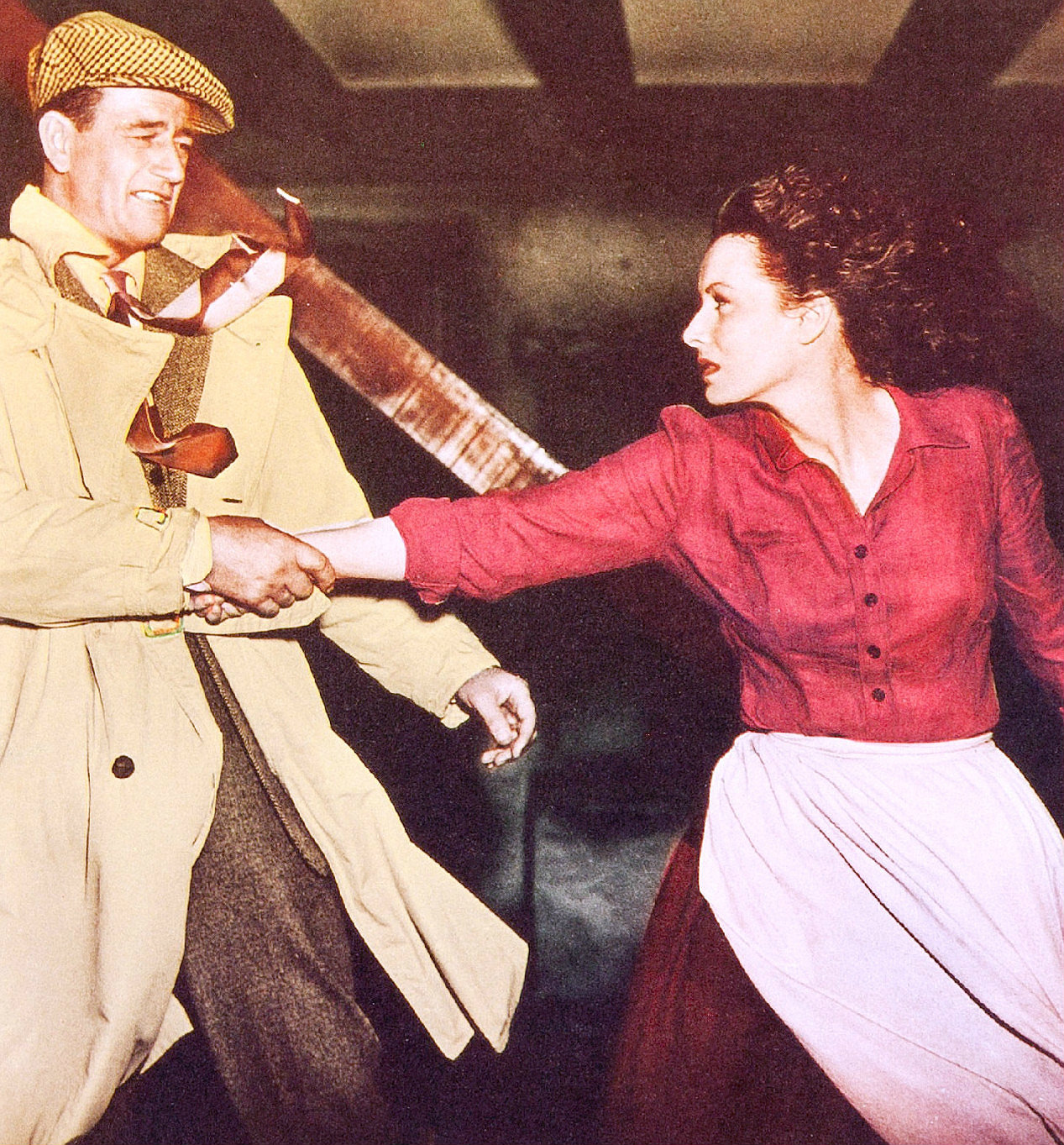
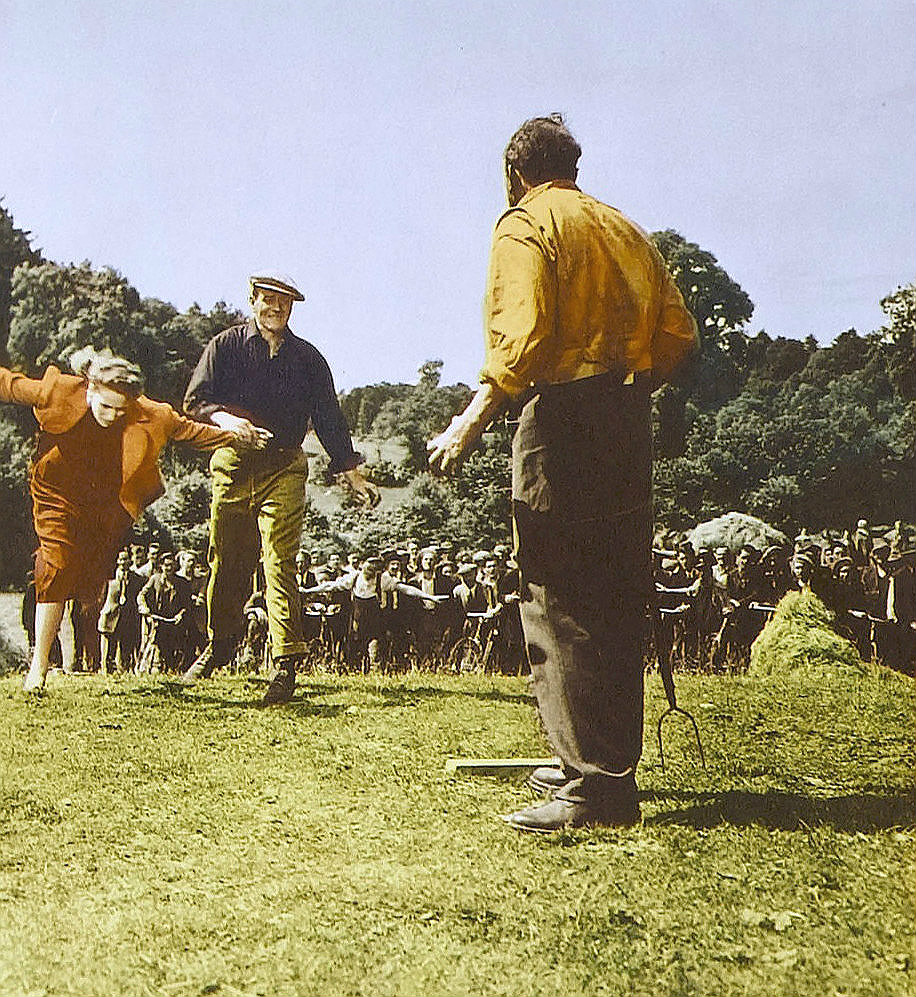

## وصلات خارجية
- الرجل الهادئ على موقع IMDb (الإنجليزية)
- الرجل الهادئ على موقع ميتاكريتيك (الإنجليزية)
- الرجل الهادئ على موقع الموسوعة البريطانية (الإنجليزية)
- الرجل الهادئ على موقع روتن توميتوز (الإنجليزية)
- الرجل الهادئ على موقع نتفليكس (الإنجليزية)
- الرجل الهادئ على موقع ألو سيني (الفرنسية)
- الرجل الهادئ على موقع Turner Classic Movies (الإنجليزية)
- الرجل الهادئ على موقع أول موفي (الإنجليزية)
- الرجل الهادئ على موقع بوكس أوفيس موجو (الإنجليزية)
- الرجل الهادئ على موقع فيلمافينيتي (الإسبانية)

1. ↑  "معلومات عن الرجل الهادئ على موقع idref.fr". idref.fr. مؤرشف من الأصل في 2019-10-29.
2. ↑  "معلومات عن الرجل الهادئ على موقع cinema.encyclopedie.films.bifi.fr". cinema.encyclopedie.films.bifi.fr. مؤرشف من الأصل في 2016-01-26.
3. ↑  "معلومات عن الرجل الهادئ على موقع bechdeltest.com". bechdeltest.com. مؤرشف من الأصل في 2019-12-11.